# Зараменье (Московская область)
Зараменье — деревня в Дмитровском районе Московской области, в составе городского поселения Икша. Население — 23 чел. (2010). До 2006 года Зараменье входило в состав Белорастовского сельского округа.

## Расположение
Деревня расположена в юго-западной части района, примерно в 21 км юго-западнее Дмитрова, на водоразделе рек Волгуша и Икша, высота центра над уровнем моря 212 м. Ближайшие населённые пункты — Белый Раст на юге, за шоссе А107 (Московское малое кольцо), которое проходит в 300 м от Зараменья, Никольское на западе и Кузяево на юго-востоке.

## Население
| 2002 | 2006 | 2010 |
| ---- | ---- | ---- |
| 21   | ↘19  | ↗23  |